# Trond Giske
Trond Giske (født 7. november 1966 i Trondheim) er en norsk politiker fra Arbeiderpartiet. Han har været Norges minister for industri og handel siden 20. oktober 2009, og var tidligere kultur- og kirkeminister i perioden 2005-2009. Han var leder i AUF fra 1992 til 1996, og medlem af Sosialdemokrater mot EU fra 1993 til 1994. Han blev første gang valgt til Stortinget fra Sør-Trøndelag i 1997. Næstformand i Arbeiderpartiet, var han til 2018.
I januar 2018 blev han suspenderet som næstformand i Arbeiderpartiet. Han "møter ... ikke i sentralstyret", pr. 2018.
Giske er uddannet cand.mag. med mellemfag socialøkonomi ved NTNU og mellemfag statsvidenskab Universitetet i Oslo.